# Heymans (Mondkrater)
Heymans ist ein Einschlagkrater auf der Mondrückseite.
Heymans liegt im Norden der erdabgewandten Seite, zirka auf halbem Wege zwischen dem riesigen Krater Birkhoff und dem Mondnordpol, zwischen Poinsot im Norden und Hippocrates im Süden.
Der Höhenunterschied zwischen Kraterwall und Kraterboden beträgt zirka 3,39 km.  Das Kraterinnere ist relativ eben mit einem 1,33 km hohen Zentralberg.
Heymans hat drei Nebenkrater:
| Buchstabe | Position            | Durchmesser | Link |
| --------- | ------------------- | ----------- | ---- |
| D         | 76,3° N, 133,19° W  | 28 km       |      |
| F         | 74,64° N, 134,3° W  | 53 km       |      |
| T         | 74,66° N, 155,73° W | 32 km       |      |

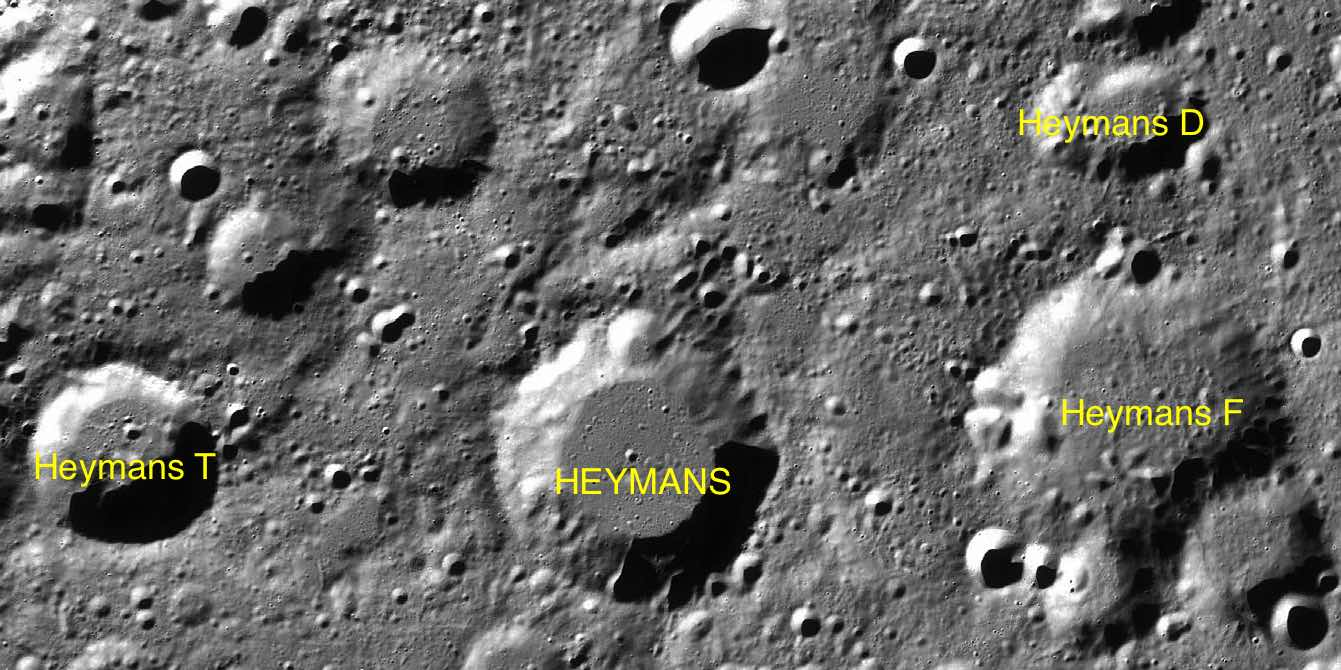
Heymans mit seinen Nebenkratern

Der Krater wurde 1970 von der IAU offiziell nach dem belgischen Pharmakologen Corneille Heymans benannt.